# Anuga FoodTec
Anuga FoodTec, с официално наименование Международен панаир на доставчици на хранителни продукти и напитки (на немски: Internationale Zuliefermesse für die Lebensmittel- und Getränkeindustrie) е водещо международно търговско изложение в хранителната промишленост.
Обхваща всички аспекти на производството на храни – от технологичните процеси до технологиите за пълнене и опаковане, от опаковъчните материали до съставките и безопасността на храните, както и всички иновации от всички области на производството на храни и напитки. Структуриран е в 8 продуктови сегмента: преработка на храни, опаковане на храни, безопасност и анализи, дигитализация, автоматизация, интралогистика, околна среда и енергия, наука и новаторство.
Панаирът се провежда на всеки 3 години в Кьолн. Следващият (планиран за 2021 г.) се отлага за 2022 г. Събитието се организира от Koelnmesse и Deutsche Landwirtschafts-Gesellschaft e. В. (DLG, Германско земеделско дружество) е идейният спонсор.

## История
Произхождащ от бившите „Ануга-Техника“ и DLG-FoodTec, изложението предоставя цялостен и ориентиран към процеса обзор на всички технологии, необходими за производството на храни от 1996 г. насам. От 2011 г. Koelnmesse поддържа стратегическо партньорство за Anuga FoodTec с „Института за производители на опаковъчни машини“ (PMMI), САЩ, организатор на Pack Expo и Expo Pack. От април 2016 г. Koelnmesse сътрудничи с Fiere di Parma, за да организира съвместно технологията за храна Cibus Tec в Парма в бъдеще.
През 2012 г. 42 986 посетители (от 126 държави) покещават Anuga FoodTec, за да съберат информация от общо 1289 изложители (от 41 държави) на брутна площ от 127 000 м². През 2012 г. изложението отново регистрира увеличение на изложителите (над 10 %) и посетители (над 27 %). През 2015 г. търговското изложение поставя нов рекорд за изложители и посетители: 1479 изложители от 49 държави (увеличение с 15 процента) излагат на брутна площ от 129 700 м². С 45 604 експерти (от 139 страни) броят на търговските посетители се е увеличил с 6 %. Делът на чуждестранните посетители е над 54 %.
През 2018 г. панаирът е посетен от 1657 изложители и над 50 000 търговски посетители (от 152 държави).

### Отлагане през 2021 г.
2021 г. търговското изложение е отложено поради пандемията от COVID-19. Както изложителите, така и посетителите приветстват отлагането на търговското изложение за април 2022 г. в новия му формат, тъй като ще гарантира перспектива и сигурност при планиране.
На непредвиденото специално издание през 2022 г. физическото търговско изложение ще бъде допълнено от цифрово разширение на Anuga FoodTec@home, така че освен личните контакти на изложението, изложителите ще могат да обменят идеи и с посетители по целия свят чрез цифрова платформа.
Следващият Anuga FoodTec ще се проведе от 26 до 29 април 2022 г.

## Гама от услуги
Със своя ориентиран към процеса междусекторен подход, който обхваща всички видове суровини, Anuga FoodTec предоставя преглед на технологиите на целия процес на производство и опаковане в производството на храни и напитки. Гамата от услуги на Anuga FoodTec е подредена в отделни сегменти:
- Технология на процеса
- Технология на пълненето и опаковането
- Автоматизация, софтуер, оборудване за управление
- Лабораторни технологии, анализи, биотехнологии и качествено оборудване
- Материали за експлоатация, екологични технологии
- Техника за охлаждане и климатизация
- Конвейерни, транспортни и складови съоръжения, логистика, вътрешна логистика
- Съставки и помощни материали
- Компоненти, възли, повърхностни технологии, аксесоари
- Услуги фирми, организации, издатели
- Опаковъчни материали, опаковки, помощни средства за опаковане

## Целеви посетителски групи
Всички сектори на хранително-вкусовата промишленост (мениджмънт и служители, участващи в научноизследователска и развойната дейност, проектирането, производството, контрола и поддръжката на качеството, покупки, труд, логистика, продажби и маркетинг), мащабни месари и пекарни, търговия с храни и други вземащи решения от хранителната промишленост.